# Ludwig IV. (Thüringen)

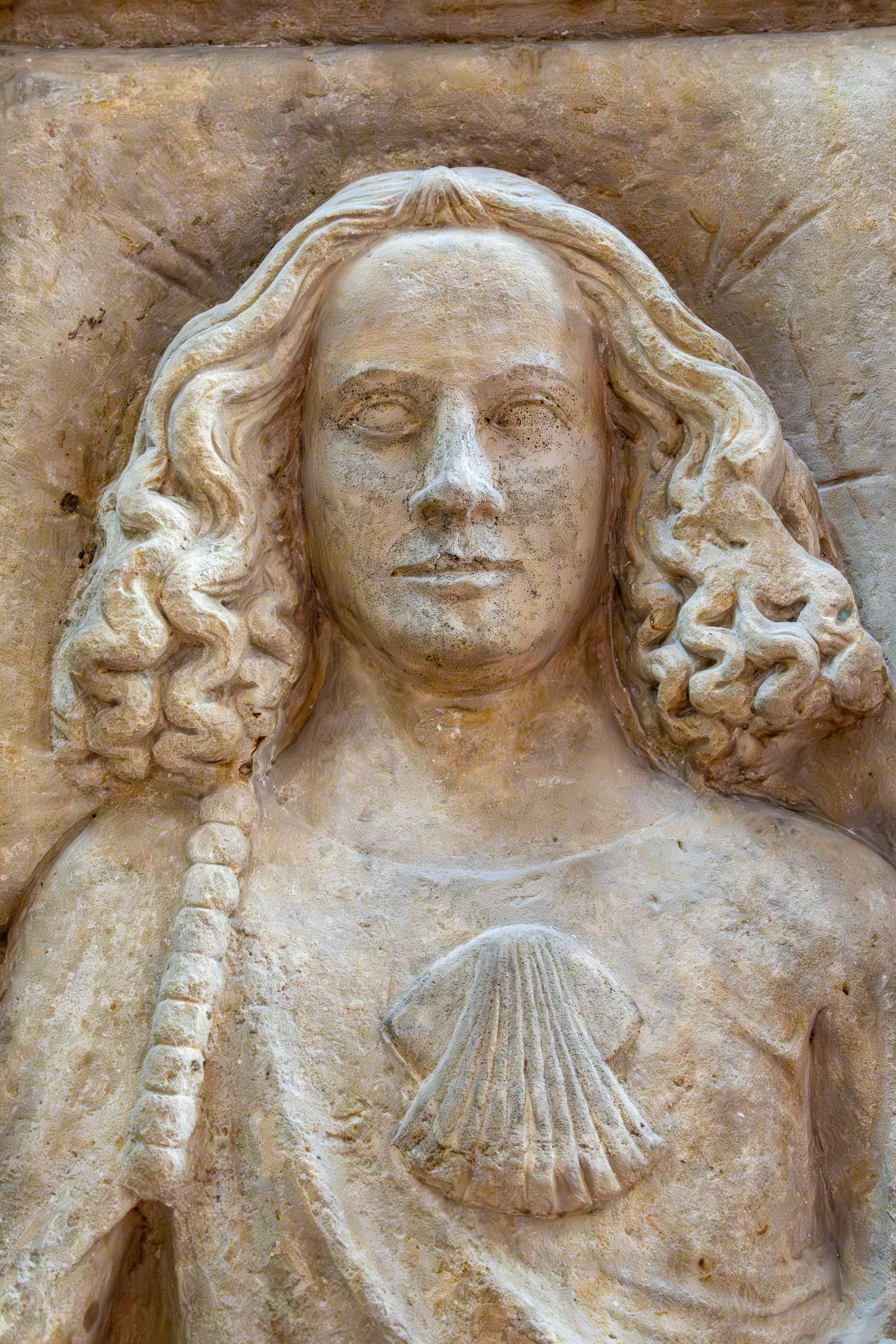
Darstellung Ludwigs auf seiner Grabplatte in der Georgenkirche (Eisenach)

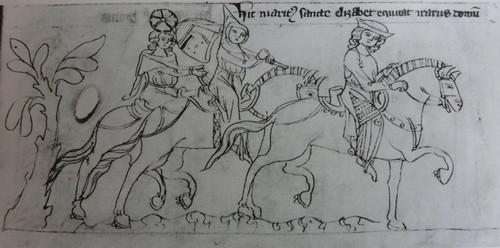
Ludwig IV. im Liber depictus

Ludwig IV. der Heilige oder Ludwig von Thüringen (* 28. Oktober 1200 in Creuzburg; † 11. September 1227 in Otranto) war Landgraf von Thüringen und Pfalzgraf von Sachsen von 1217 bis 1227. Unter seiner Herrschaft setzte sich die kulturelle Blütezeit der ludowingischen Herrschaft in Thüringen fort, zugleich wurde durch seinen frühen Tod deren Niedergang eingeleitet. Er war mit der heiligen Elisabeth von Thüringen verheiratet.

## Leben
Ludwig wurde im Jahre 1200 als zweiter von vier Söhnen des Landgrafen Hermann I. auf der Burg Creuzburg im gleichnamigen Ort an der Werra geboren.
Nach dem Tode seines Vaters 1217 trat Ludwig die Regierung an. Schon bald geriet er in schwere Konflikte mit dem Erzbischof von Mainz, die durch Kaiser Friedrich II. geschlichtet wurden.
Seit 1221 war Ludwig mit Elisabeth, der Tochter des ungarischen Königs Andreas II., verheiratet. Elisabeth war als Braut für Ludwigs verstorbenen Bruder Hermann 1211 auf die Wartburg gekommen und hatte fast ihre gesamte Kindheit am Landgrafenhof verbracht. Später ging sie als heilige Elisabeth in die Geschichte ein.
1221 starb Ludwigs Schwager, Markgraf Dietrich von Meißen. Ludwig erhielt die Vormundschaft über seinen Neffen, Heinrich den Erlauchten. Dies schien die Möglichkeit einer territorialen Erweiterung zu bieten. Mit militärischer Gewalt drang Ludwig bis in die Niederlausitz vor, stieß aber auf den Widerstand seiner Schwester Jutta, der Mutter Heinrichs. Ludwig IV. pflegte gute Beziehungen zu Kaiser Friedrich II., der Ludwig zum Marschall ernannte und von dem er 1226 die Eventualbelehnung der Markgrafschaft Meißen erlangte. Im Gegenzug schloss sich Ludwig dem Kreuzzug Friedrichs II. nach Jerusalem an.

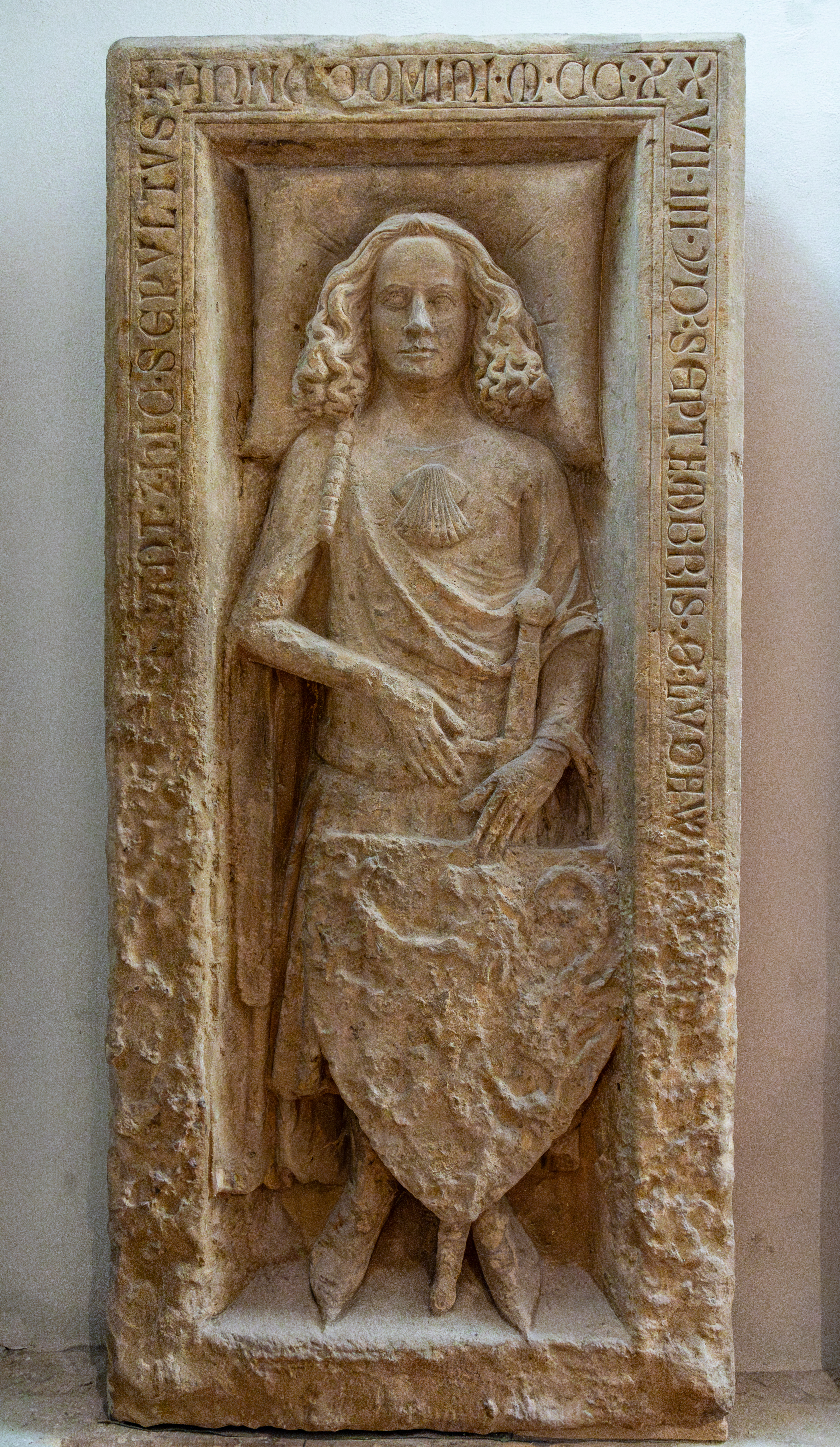
Posthume Grabplatte Ludwigs IV. von Thüringen als Teil der Landgrafensteine in der Georgenkirche (Eisenach)

Am 24. Juni 1227 war Ludwig mit seinem Heer von der Creuzburg aus aufgebrochen. Er überquerte die Alpen und schloss sich in Süditalien mit seinem Kontingent dem kaiserlichen Hauptheer an. Noch bevor die Reise auf dem Seeweg ins Königreich Jerusalem fortgesetzt wurde, starb er jedoch im Feldlager bei Otranto an einer Fiebererkrankung. Die Nachricht von Ludwigs Tod erhielt Elisabeth im Oktober 1227. Beigesetzt wurde er im Kloster Reinhardsbrunn, dem Hauskloster der Ludowinger. Die Reinhardsbrunner Figurengrabplatte mit seinem Bildnis, die allerdings posthum (nach dem Klosterbrand von 1292) entstand und aufgrund der Darstellung in die Zeit nach 1350 datiert werden kann, ist seit 1952 in der Georgenkirche Eisenach aufgestellt.
Ludwigs Nachfolger als Landgraf von Thüringen wurde offiziell sein fünfjähriger Sohn Hermann II., unter der Vormund- und Regentschaft seines Bruders Heinrich Raspe.

## Ehe und Nachkommen
Ludwig IV. heiratete 1221 Elisabeth von Ungarn. Mit ihr hatte er drei Kinder:
- Hermann II. (1222–1241) ⚭ Helene von Braunschweig-Lüneburg (1239)
- Sophie (1224–1275) ⚭ Heinrich II., Herzog von Brabant
- Gertrud (1227–1297) Äbtissin im Prämonstratenserinnenkloster Altenberg (Hessen)

## Heiligenverehrung
Während die Verehrung von Ludwigs Ehefrau Elisabeth sich rasch verbreitete und von kirchlicher Seite gefördert wurde, blieb die Verehrung Ludwigs auf Thüringen begrenzt und erlosch im 14. Jahrhundert, ohne dass es zu einer kirchlichen Heiligsprechung kam.